# Marie-Schlei-Verein
Der Marie-Schlei-Verein ist eine 1984 gegründete gemeinnützige Nichtregierungsorganisation mit Sitz in Hamburg. Der Verein setzt sich für Geschlechtergerechtigkeit, Stärkung von Frauen und nachhaltige Entwicklung ein. Gegründet wurde die Organisation im Gedenken an die Entwicklungsministerin Marie Schlei. Der Verein erhielt 1994 den Menschenrechtspreis der Friedrich-Ebert-Stiftung.

## Geschichte und Projekte
Gemäß der in der Satzung festgelegten Zielsetzung, arme Frauen in aller Welt zu unterstützen, förderte der Verein seit 1984 rund 650 Frauen-Selbsthilfeprojekte in verschiedensten Entwicklungsländern. Seit 2005 werden die Jahresberichte online veröffentlicht. Die meisten Projekte erreichen Frauen vor Ort und kombinieren Bildungsmaßnahmen mit Verdienstmöglichkeiten, um sich ein eigenständiges Leben aufzubauen. Allein 2018 wurden 2100 Frauen in Arbeit gebracht. Neben der direkten Unterstützung bedürftiger Frauen in aller Welt ist der Verein auch in Deutschland aktiv, um über die Lebensbedingungen von Frauen weltweit zu informieren. Er kooperiert mit Nichtregierungsorganisationen ähnlicher Zielsetzung, um seine Anliegen politisch voranzubringen.

## Organisation
Geschäftsführerin des Vereins ist Kathrin Mwakihaba. Der Verein ist Mitglied im Verband Entwicklungspolitik und humanitäre Hilfe und dem Deutschen Frauenrat. Die verschiedenen Gremien wie Mitgliederversammlung, Vorstand und Kuratorium werden von Regionalgruppen unterstützt, die für die Ziele des Vereins sensibilisieren und Aufklärungsarbeit betreiben.